# Border collie
El border collie es una raza de perro de trabajo incluido dentro de la denominación Collie. La raza surgió en la frontera entre Escocia e Inglaterra como perro pastor, sobre todo para trabajar con rebaños de ovejas. El border collie fue seleccionado sobre todo para enfatizar su inteligencia y su obediencia; debido a esto, son uno de los perros pastores más populares en la actualidad.
El border collie está considerado como un perro extremadamente inteligente, lleno de energía, acrobático y atlético, y generalmente compiten con gran éxito en concursos de pastoreo y otros deportes caninos. Son generalmente descritos como la raza de perro doméstico más inteligente.

## Historia

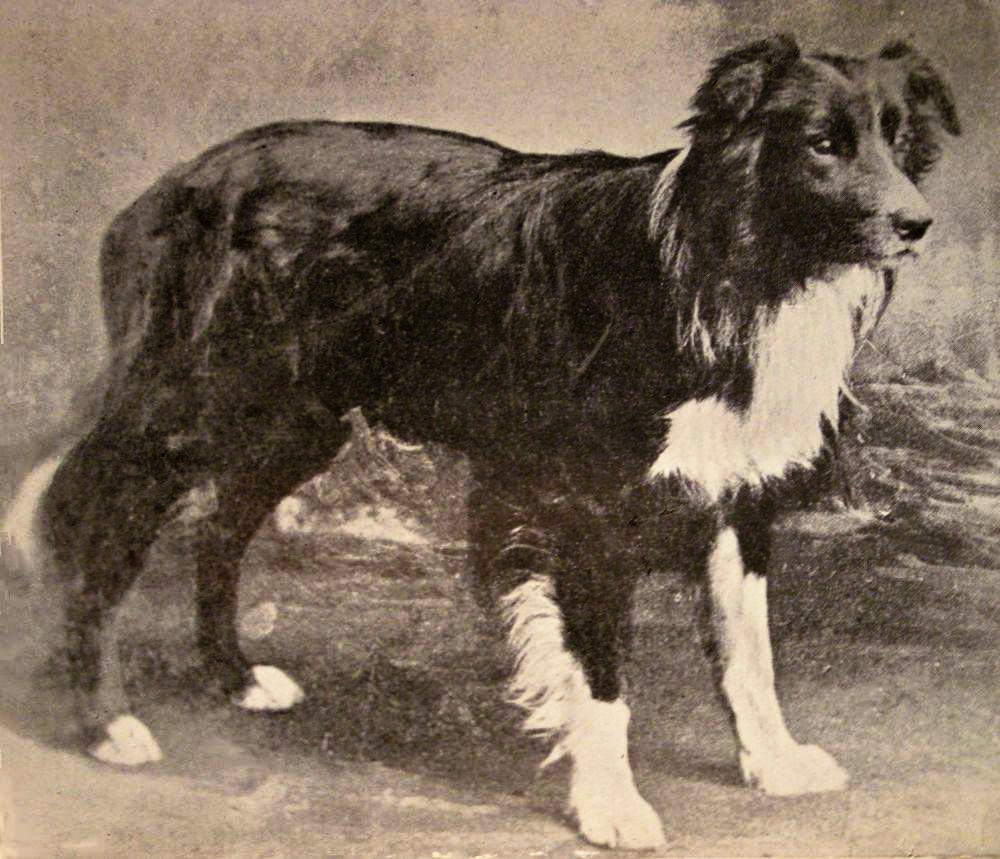
Old Hemp, ancestro de todos los Border collie.

El border collie es un descendiente de los collies autóctonos, un tipo de perro doméstico tradicional oriundo de las islas británicas. El nombre de la raza ("collie de la frontera" en español) señala que el más probable lugar de origen de los border collie fuera la frontera entre Escocia e Inglaterra. El Border Collie o Collie de la frontera es un perro pastor cuyo origen proviene de los celtas que llegaron a las islas británicas entre el siglo V y el siglo I a. C.. Se instalaron en Irlanda y llevaron consigo a sus canes, a quienes denominaban "collie" ("útil") en gaélico por su habilidad en las tareas de pastoreo.
Más tarde los celtas se fueron trasladando a las Tierras Altas escocesas, donde surgió el Highlands Collie, más apropiado para trabajar en zonas rocosas y con relieves. No obstante, los granjeros irlandeses y escoceses siguieron intentando mejorar la raza hasta que finalmente nació el Border Collie. El border collie sería por tanto descendiente directo del perro pastor tradicional de las Tierras Altas escocesas y de Northumberland en Inglaterra, donde se empezó a criar de forma sistemática durante el siglo XIX.
La mayor parte de los border collies son descendientes de un único perro llamado Old Hemp. Old Hemp nació en Northumberland en Inglaterra en 1893 y murió en 1901, y tenía un característico color tricolor blanco-negro-marrón. Su criador, Adam Telfer, lo obtuvo cruzando a Roy, un perro pastor tradicional de color negro y marrón, con Meg, una lebrel. Old Hemp era un perro callado, robusto, y sociable, que guiaba a las ovejas de forma instintiva y muy característica, acechándolas en círculo. Su facilidad para con las ovejas se hizo muy famosa, y muchos pastores de los condados circundantes lo usaron como semental; el estilo de pastoreo de Old Hemp se convirtió así en una de las características principales de los border collie, y Old Hemp se convirtió en el antepasado de todos los purasangres border collie.
El término border collie fue introducido en 1915 por James Reid, secretario de la Asociación Internacional de Perros Pastores del Reino Unido. El término fue introducido para distinguir a los border collies de las dos razas de collies reconocidas por el Kennel Club en aquel entonces, conocidas en la actualidad como collie de pelo largo y collie de pelo corto. Aunque estas últimas también eran originariamente perros pastores, habían sido estandarizadas como mascotas y perros de compañía mucho antes, y desde al menos 1860 habían sido objeto de cruces y programas de cría sistemáticos. El border collie, aunque valorado por su sociabilidad, mantuvo su carácter de perro de trabajo.
Además de Old Hemp, los border collies actuales suelen estar emparentados con otros dos perros fundacionales. Winston Cap (nacido en 1963) fue uno de los sementales más populares de la historia de la raza. Cap era un perro blanco y negro típico de la raza, y su característica pose agachada mientras pastoreaba se convirtió en uno de los estándares de los border collies; muchos de los perros actuales descienden de Winston. Hindhope Jed (nacida en 1895) en Hindhope (Escocia)  fue una perra pastora trasladada a Nueva Zelanda, donde su inteligencia y habilidad la convirtieron en la matriarca de la raza en Nueva Zelanda y Australia.

## Apariencia

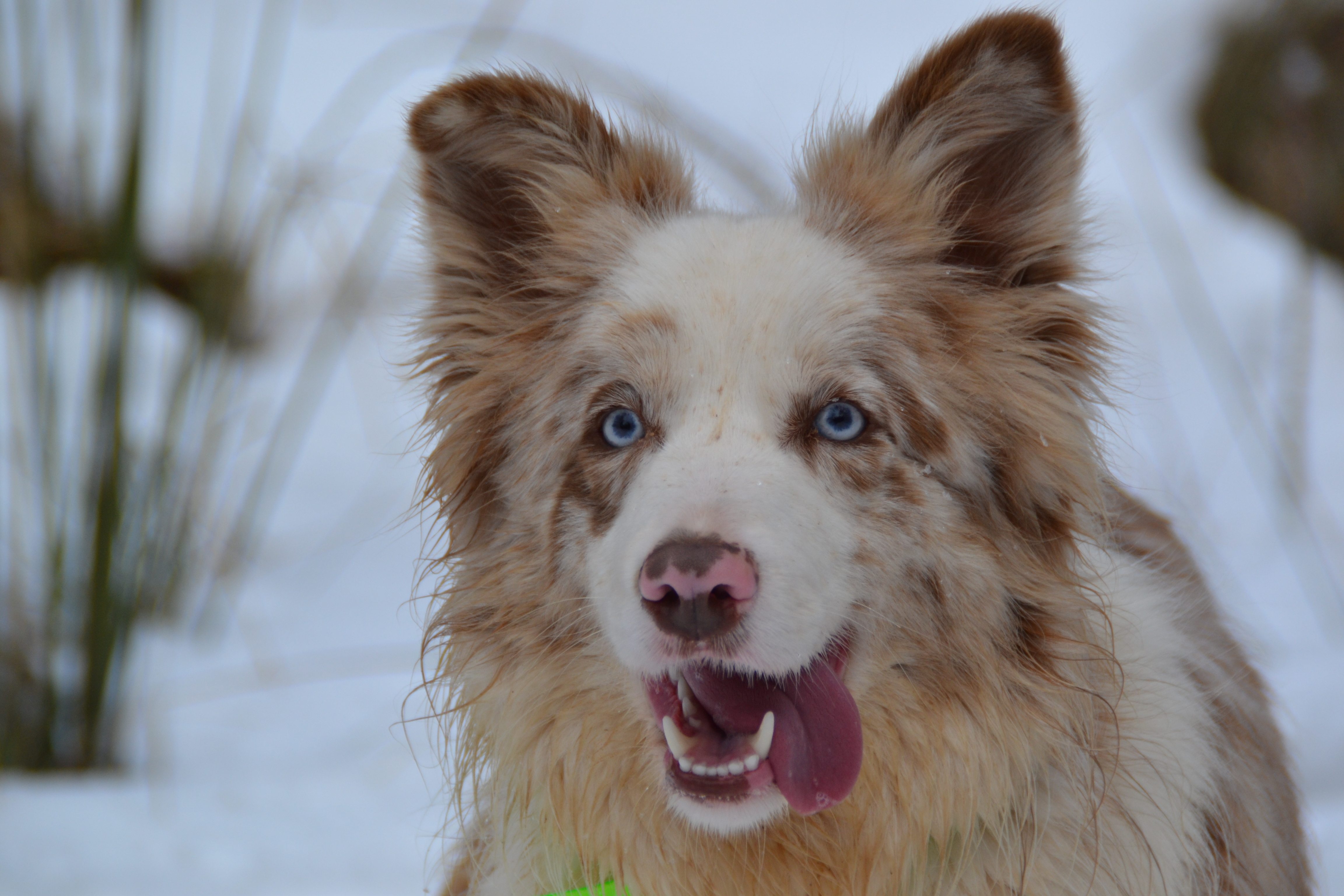
Border collie.

En general, los border collie son perros de talla mediana con un pelaje moderado, generalmente grueso y que muda a menudo. Cuentan con una doble capa de pelo, que puede a veces ser rizada. Los colores más habituales son negro y blanco, aunque otros patrones también son comunes; éstos incluyen negro tricolor (negro/marrón/blanco), marrón y blanco, y marrón tricolor (marrón/blanco/negro); otros colores, como gris, azul, rojo o merlé, son mucho más infrecuentes, y suelen originarse en cruces con pastores australianos. En algunas ocasiones, los  border collies tienen un único color.
El color de los ojos es habitualmente marrón o azul, y ocasionalmente muestran heterocromía, sobre todo en perros merlé. Las orejas de los border collie también son variables – algunos tienen orejas totalmente erectas,  totalmente caídas, o semi-erectas.
Habitualmente, la apariencia de los border collies de trabajo es más variada que la de los border collie de exhibición, debido a que estos últimos han de conformar los estándares de la raza, mientras que en los perros de trabajo se enfatiza el carácter y la habilidad para pastorear. En cualquier caso, el cuerpo tiene apariencia atlética, de pecho bajo, fuerte y ágil. La altura varía entre 50 y 60 cm para los machos y entre 48 y 56  cm en las hembras. La cola es moderadamente larga, algo curvada, bien poblada, generalmente con un mechón de pelo blanco al final.

## Carácter
Es muy leal a quien adopte como líder, con quien llega a forjar un vínculo incondicional. Su mirada constituye una de sus principales características: en los momentos de trabajo jamás la aparta de su líder, denotando una capacidad de concentración poco común en el resto de razas de perros. Es feliz cuando trabaja, disfruta haciéndolo. Su marcado instinto de pastoreo, sumado a su tenacidad y resistencia, lo coloca entre las razas más requeridas para reunir, controlar y conducir los rebaños, resultando la mejor raza de perro pastor existente. En algunas ocasiones sin su líder pueden ser algo miedosos, pero eso no quita el hecho que son la raza de perros más inteligente.

## Inteligencia funcional y obediencia

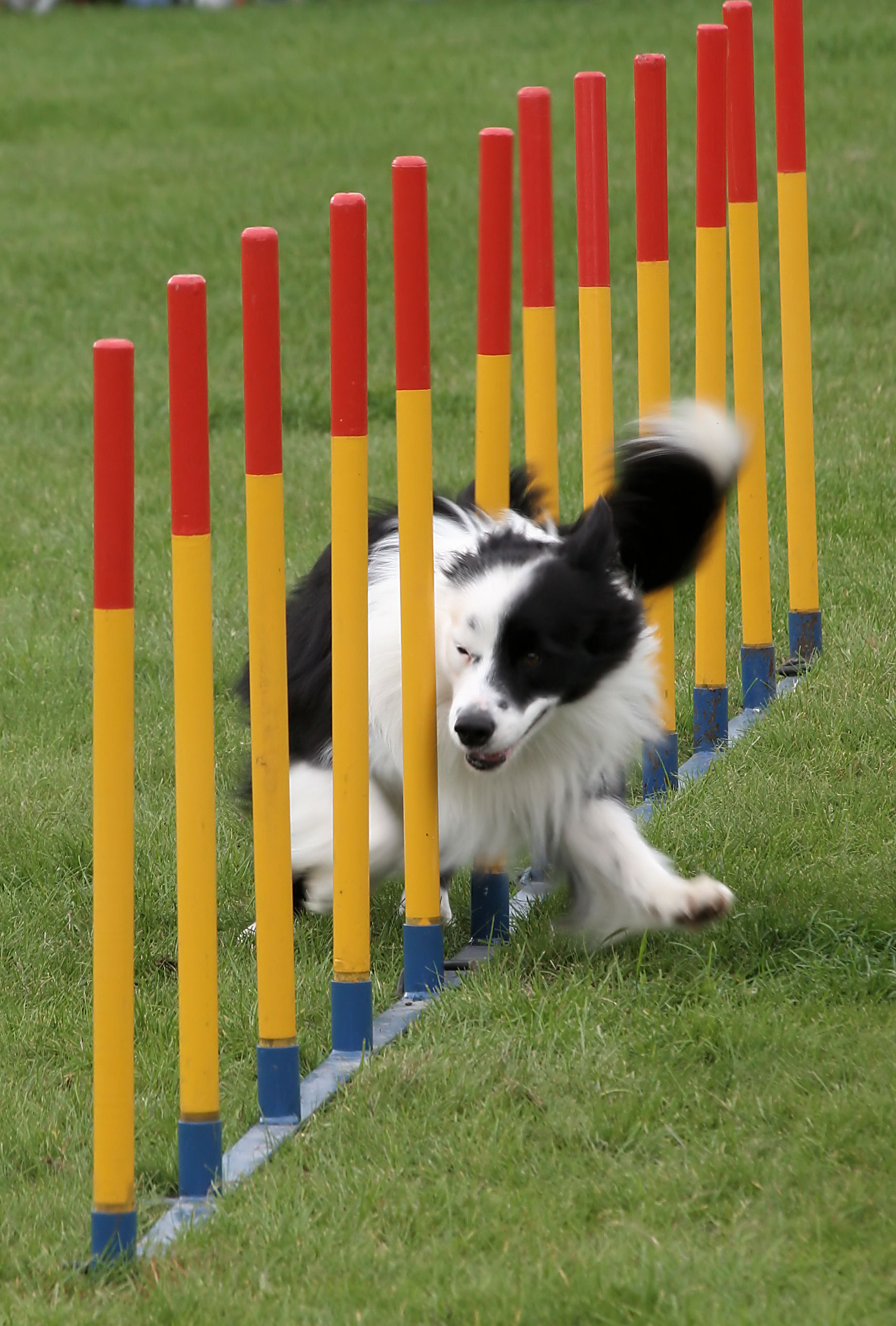
Border collie en competición de agility.

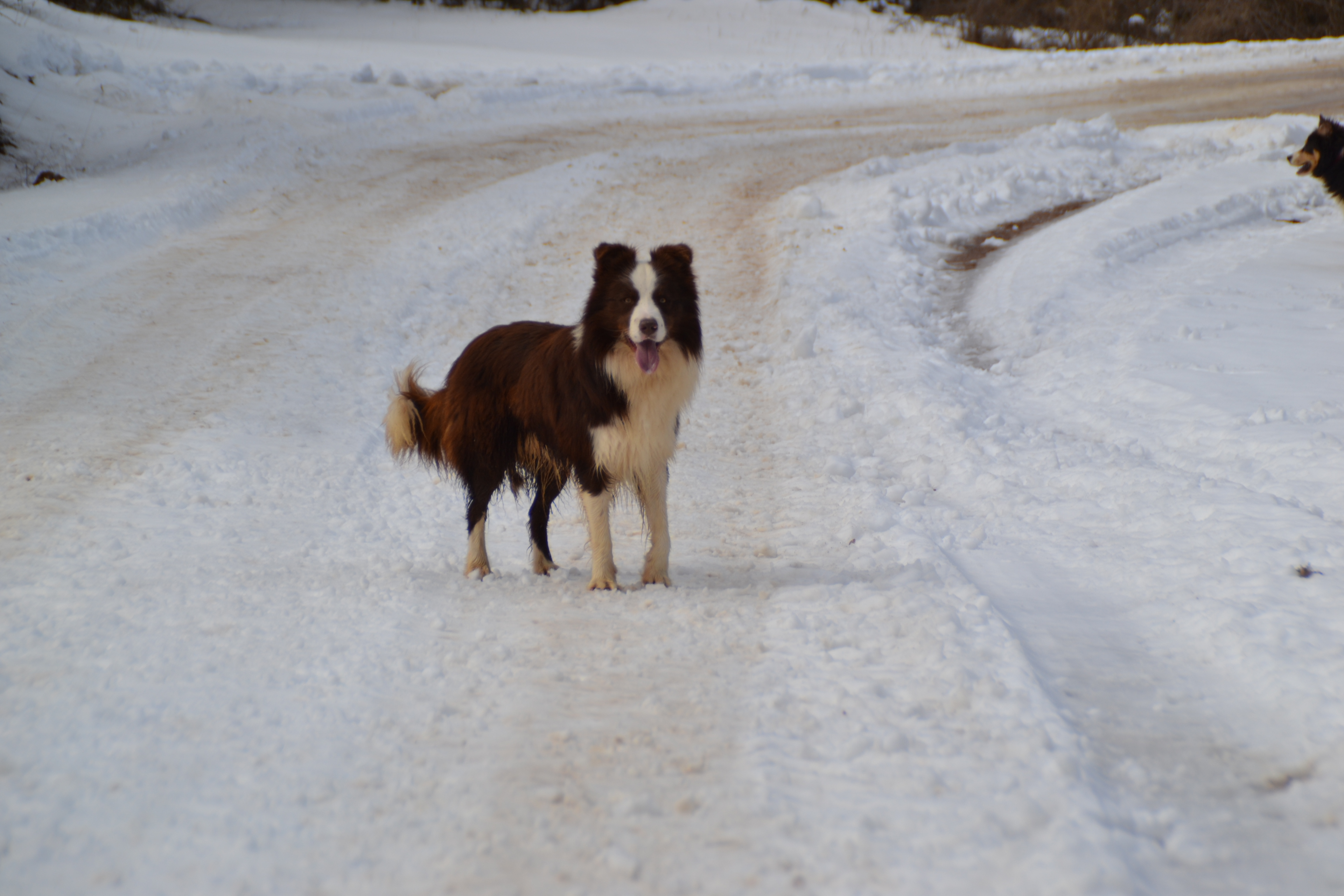
Border collie macho color chocolate.

Los border collies son muy inteligentes. Según la clasificación realizada por Stanley Coren, después de analizar las respuestas de más de doscientos jueces de trabajo del AKC (La fabulosa inteligencia de los perros, Stanley Coren, Ediciones B, 1995), está considerada como la raza más inteligente de perro.  Comprenden nuevas órdenes con menos de cinco repeticiones y obedecen a la primera orden el 95% de las veces o más.
La agility es un deporte abierto a todas aquellas personas que dispongan de uno o más perros (sea cual sea su raza, con o sin pedigree). Consiste en que los perros conducidos por sus guías sean capaces de superar una serie de obstáculos con el fin de poner en evidencia su inteligencia, obediencia, concentración, sociabilidad y su agilidad.

## Características físicas

### Región craneal
- Cabeza/cráneo: Cráneo bastante ancho, con el occipital no pronunciado. Las mejillas no deben ser prominentes o redondas. El hocico, que se estrecha hacia la punta de la nariz, es moderadamente corto y fuerte. El cráneo y el hocico deben tener la misma longitud.
- Stop: Bien marcado.
- Trufa (nariz): Negra, excepto en los ejemplares color marrón (chocolate), en los cuales la nariz puede ser de color marrón. En los ejemplares de color azul, la trufa debe tener un color apizarrado. Las ventanas deben estar bien desarrolladas
- Ojos: Bien separados, tener forma ovalada y ser de tamaño mediano. El color más común es el marrón, aunque también se aceptan casos con uno o dos ojos azules parcial o totalmente azules debido a descendencia merle, es común en los ejemplares "merle" o de capa azul, que un ojo o ambos, o parte de un ojo o de ambos sea azul. En los ejemplares "chocolate" se admiten tanto los ojos marrones, como verdosos.

De expresión dulce, despierta, alerta e inteligente. La característica más marcada del Border Collie es la mirada.
- Orejas: De tamaño y textura mediana, colocadas bien separadas. Deben ser llevadas rectas, semi-erectas o caídas y atentas al menor ruido.
- Mordida/dentadura: Los dientes y los maxilares son fuertes, con una mordida de tijera perfecta, regular y completa, es decir, que los incisivos superiores se superponen estrechamente a los incisivos inferiores, y son colocados verticalmente en los maxilares.
- Cuello: De buena longitud, fuerte y musculoso, ligeramente arqueado y ensanchándose hacia su inserción en la espalda.
- Cuerpo: De apariencia atlética, con las costillas bien arqueadas, pecho profundo y más bien amplio, lomo ancho y musculoso, vientre no levantado al nivel del flanco. El cuerpo es ligeramente más largo que la altura medida a la región de la cruz.

### Región Apendicular

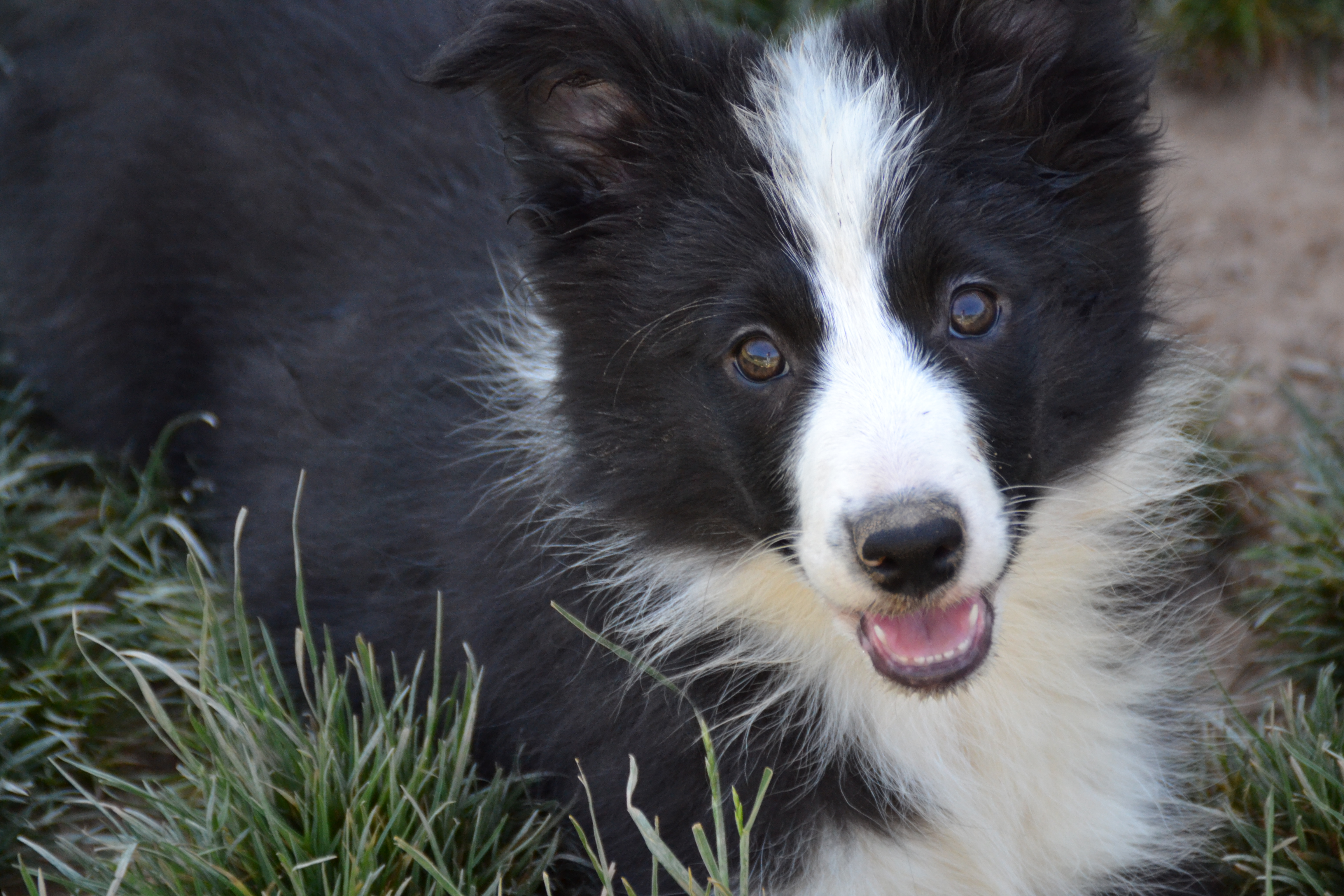
Cachorro hembra de border collie, blanca y negra.

- Miembros anteriores: Vistos de frente, los miembros anteriores deben ser paralelos entre sí. Los metacarpos, vistos de perfil, deben ser ligeramente inclinados. De osamenta fuerte, pero no pesada. Los hombros deben estar bien inclinados hacia atrás y los codos pegados al cuerpo.

- Miembros posteriores: Amplios y musculosos, su perfil superior desciende ligeramente hacia el nacimiento de la cola. Muslos largos, anchos y musculosos. Las articulaciones de la rodilla bien anguladas. Las articulaciones tibio-tarsianas fuertes y bien colocadas hacia abajo. Desde las articulaciones tibio-tarsianas al suelo, los miembros traseros deben tener buena osamenta y ser paralelos entre sí, cuando se observan desde atrás.

- Pies: De forma ovalada; almohadillas gruesas, fuertes y sanas; los dedos deben estar juntos entre sí y arqueados; las uñas deben ser cortas y fuertes.

- Cola: Moderadamente larga, la última vértebra debe llegar por lo menos a la articulación tibio-tarsiana; de implantación baja, bien provista de pelo, termina formando una curva hacia arriba, lo cual completa la gracia de la silueta y la armonía de las proporciones del perro. En situación de excitación, la cola puede ser levantada pero nunca llevada sobre el dorso.

### Pelo
Existen tres variedades: 
- Pelo largo: Estos perros se utilizan generalmente para concursos de belleza canina o compañía.
- Pelo medio: Estos perros se utilizan tanto en agility, como pastoreo, como concursos de belleza canina o simplemente para compañía.
- Pelo corto: Estos perros se utilizan generalmente para pastoreo o agility, ya que suelen ser perros más nerviosos (o para compañía).

## Enfermedades típicas
Displasia de cadera
La displasia de cadera consiste en un desarrollo defectuoso de la articulación de la cadera y el fémur y un proceso degenerativo de ella. De este modo la cadera es inestable y produce inflamación, debilidad y dolor. Presenta un fuerte componente genético, así como una serie de factores medioambientales, nutricionales o de conducta en general que actúan favoreciendo o evitando su aparición.
Los síntomas pueden ser engañosos, ya que en algunos casos el animal no da muestras de ello hasta que el problema está ya en una fase muy avanzada. En los casos en los que se manifiesta se pueden observar desde pequeñas anomalías en el movimiento al caminar del perro hasta cojeras graves, llegando incluso a evitar apoyar alguna de las extremidades. Aunque estos síntomas pueden indicar la existencia de esta enfermedad la única forma verdaderamente fiable de detectarla es mediante radiografía. 
Lipofuscinosis ceroide neuronal (CL)
Esta enfermedad causa la acumulación de lipopigmentos auto-fluorescentes en las células cerebrales produciendo su degeneración y las de las células oculares. Los individuos afectados muestran los primeros síntomas al año de edad, tales como la pérdida de capacidad motora, falta de visión, epilepsia.
La CL es en la gran mayoría de los casos una enfermedad letal, ya que no existe tratamiento alguno de cura. Actualmente se dispone de pruebas genéticas que indican si un perro es normal, portador o afectado, pudiendo de esta manera optimizar los cruces para no perder excelentes genéticas y a su vez no producir, en ningún caso, cachorros afectados.
Anomalía del ojo del Collie (CEA)
Es una alteración congénita de carácter hereditario que afecta a la túnica posterior fibrosa y vascular del ojo. Es también conocida como Síndrome de Ectasia Escleral. Se considera que la patogenia se basa en una diferenciación mesodérmica anormal que desencadena defectos de variable importancia.

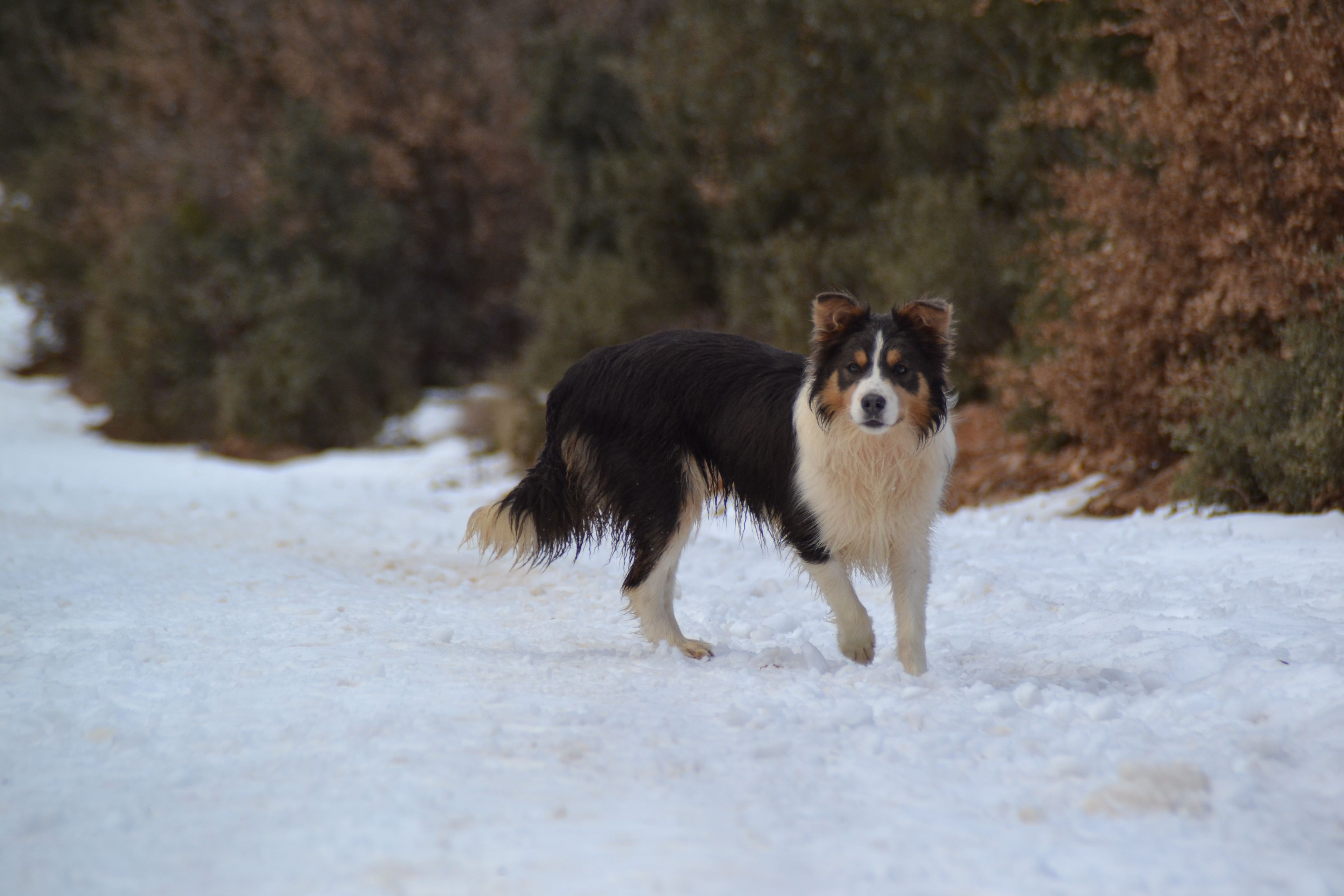
Border collie hembra azul tricolor.

Los síntomas en que se basa el diagnóstico son su presentación congénita, su carácter hereditario recesivo, el hecho de que la visión se ve afectada en pocos casos y puede afectar a la esclerótica, coroides, retina y cabeza del nervio óptico.
El diagnóstico es difícil, en la medida en que se manifiesta en cuatro tipos de lesiones, cuya presentación es por tanto variable, y por su carácter recesivo. Sin embargo, es posible realizar el diagnóstico sobre las seis o siete semanas, lo que favorece el necesario control de la enfermedad. A mayor edad, mayor dificultad para realizar el diagnóstico.
Actualmente se dispone de pruebas genéticas que indican si un perro es normal, portador o afectado, de forma que se pueda optar por los mejores cruces y no producir en ningún caso perros afectados. 
Trapped Neutrophil Syndrome (TNS)
Es una enfermedad hereditaria letal, y los ejemplares que la sufren no suele alcanzar el año de edad. El TNS causa una degeneración del sistema inmunitario del animal, privándole de las defensas necesarias contra enfermedades que individuos sanos superarían sin mucha dificultad. 
El TNS suele ponerse de manifiesto, con fatales consecuencias, con ocasión de las primeras vacunaciones. 
Por ello es muy importante el control de esta enfermedad letal, mediante la realización de pruebas genéticas.

## Medicamentos contraindicados
Es importante que un actual o futuro propietario de esta raza, sepa que un medicamento altamente contraindicado es la ivermectina y derivados. Se recomienda estrecha vigilancia, reducir dosis  y tener cuidado con la administración de antibióticos en general.
La sensibilidad a este medicamento es consecuencia de la mutación genética de la raza en gen MDR-1 que afecta a todos los perros de razas tipo Collie.